# Bóng đá tại Thế vận hội Mùa hè 2020 - Nữ (Vòng đấu loại trực tiếp)
Vòng đấu loại trực tiếp của giải bóng đá nữ tại Thế vận hội Mùa hè 2020 đang diễn ra từ ngày 30 tháng 7 đến ngày 6 tháng 8 năm 2021. Hai đội đứng đầu từ mỗi bảng ở vòng bảng, cũng như hai đội xếp thứ ba tốt nhất, được vượt qua vòng bảng vào vòng đấu loại trực tiếp.
Tất cả thời gian được liệt kê là giờ chuẩn Nhật Bản (UTC+9).

## Thể thức
Trong vòng đấu loại trực tiếp, nếu một trận đấu được san bằng vào cuối 90 phút của thời gian thi đấu bình thường, hiệp phụ được thi đấu (hai chu kỳ 15 phút mỗi hiệp) và sau đó, nếu cần thiết, bằng loạt sút luân lưu để xác định đội thắng.

### Kết hợp các trận đấu ở tứ kết
Các trận đấu cụ thể liên quan đến các đội xếp thứ ba phụ thuộc vào hai đội xếp thứ ba đã vượt qua vòng bảng vào tứ kết:
| Các đội xếp thứ ba vượt qua vòng bảng từ các bảng | Các đội xếp thứ ba vượt qua vòng bảng từ các bảng | Các đội xếp thứ ba vượt qua vòng bảng từ các bảng |    | 1E vs | 1G vs |
| ------------------------------------------------- | ------------------------------------------------- | ------------------------------------------------- | -- | ----- | ----- |
| E                                                 | F                                                 |                                                   | 3F | 3E    |       |
| E                                                 |                                                   | G                                                 | 3G | 3E    |       |
|                                                   | F                                                 | G                                                 | 3G | 3F    |       |

## Các đội tuyển vượt qua vòng bảng
Hai đội đứng đầu từ mỗi bảng trong ba bảng, cùng với hai đội xếp thứ ba tốt nhất, được vượt qua vòng bảng vào vòng đấu loại trực tiếp.
| Bảng | Đội hạng nhất | Đội hạng nhì | Đội hạng ba (Hai đội tốt nhất đủ điều kiện) |
| ---- | ------------- | ------------ | ------------------------------------------- |
| E    | Anh Quốc      | Canada       | Nhật Bản                                    |
| F    | Hà Lan        | Brasil       | —                                           |
| G    | Thụy Điển     | Hoa Kỳ       | Úc                                          |

## Sơ đồ
|  | Tứ kết                | Tứ kết              |                             |       | Bán kết               | Bán kết               |  |  | Tranh huy chương vàng | Tranh huy chương vàng |
|  |                       |                     |                             |       |                       |                       |  |  |                       |                       |
|  | 30 tháng 7 – Kashima  |                     |                             |       |                       |                       |  |  |                       |                       |
|  |                       |                     |                             |       |                       |                       |  |  |                       |                       |
|  | Anh Quốc              | 3                   |                             |       |                       |                       |  |  |                       |                       |
|  | Anh Quốc              | 3                   | 2 tháng 8 – Yokohama        |       |                       |                       |  |  |                       |                       |
|  | Úc (s.h.p.)           | 4                   |                             |       |                       |                       |  |  |                       |                       |
|  | Úc (s.h.p.)           | 4                   | Úc                          | 0     |                       |                       |  |  |                       |                       |
|  | 30 tháng 7 – Saitama  |                     | Úc                          | 0     |                       |                       |  |  |                       |                       |
|  |                       | Thụy Điển           | 1                           |       |                       |                       |  |  |                       |                       |
|  | Thụy Điển             | Thụy Điển           | 1                           | 3     |                       |                       |  |  |                       |                       |
|  | Thụy Điển             |                     | 6 tháng 8 – Tokyo (Quốc tế) | 3     |                       |                       |  |  |                       |                       |
|  | Nhật Bản              | 1                   |                             |       |                       |                       |  |  |                       |                       |
|  | Nhật Bản              | 1                   | Thụy Điển                   | 1 (2) |                       |                       |  |  |                       |                       |
|  | 30 tháng 7 – Yokohama |                     | Thụy Điển                   | 1 (2) |                       |                       |  |  |                       |                       |
|  |                       | Canada (p)          | 1 (3)                       |       |                       |                       |  |  |                       |                       |
|  | Hà Lan                | Canada (p)          | 1 (3)                       | 2 (2) |                       |                       |  |  |                       |                       |
|  | Hà Lan                | 2 tháng 8 – Kashima |                             | 2 (2) |                       |                       |  |  |                       |                       |
|  | Hoa Kỳ (p)            | 2 (4)               |                             |       |                       |                       |  |  |                       |                       |
|  | Hoa Kỳ (p)            | 2 (4)               | Hoa Kỳ                      | 0     |                       |                       |  |  |                       |                       |
|  | 30 tháng 7 – Rifu     |                     | Hoa Kỳ                      | 0     |                       |                       |  |  |                       |                       |
|  |                       | Canada              | 1                           |       | Tranh huy chương đồng | Tranh huy chương đồng |  |  |                       |                       |
|  | Canada (p)            | Canada              | 1                           | 0 (4) | Tranh huy chương đồng | Tranh huy chương đồng |  |  |                       |                       |
|  | Canada (p)            |                     | 5 tháng 8 – Kashima         | 0 (4) |                       |                       |  |  |                       |                       |
|  | Brasil                | 0 (3)               |                             |       |                       |                       |  |  |                       |                       |
|  | Brasil                | 0 (3)               | Úc                          | 3     |                       |                       |  |  |                       |                       |
|  |                       |                     |                             |       |                       |                       |  |  |                       |                       |
|  | Hoa Kỳ                | 4                   |                             |       |                       |                       |  |  |                       |                       |
|  | Hoa Kỳ                | 4                   |                             |       |                       |                       |  |  |                       |                       |

## Tứ kết

### Canada v Brasil
| Canada                                          | 0–0 (s.h.p.)                     | Brasil                                          |
| ----------------------------------------------- | -------------------------------- | ----------------------------------------------- |
|                                                 | Chi tiết (TOCOG) Chi tiết (FIFA) |                                                 |
| Loạt sút luân lưu                               |                                  |                                                 |
| - Sinclair - Fleming - Lawrence - Leon - Gilles | 4–3                              | - Marta - Debinha - Érika - Andressa - Rafaelle |

| Canada | Brasil |

| GK               | 1  | Stephanie Labbé        |       |        |      |
| RB               | 10 | Ashley Lawrence        | 90+1' |        |      |
| CB               | 14 | Vanessa Gilles         |       |        |      |
| CB               | 3  | Kadeisha Buchanan      |       |        |      |
| LB               | 2  | Allysha Chapman        |       | 109'   |      |
| DM               | 11 | Desiree Scott          |       |        |      |
| CM               | 17 | Jessie Fleming         |       |        |      |
| CM               | 5  | Quinn                  |       | 63'    |      |
| AM               | 12 | Christine Sinclair (c) |       |        |      |
| CF               | 16 | Janine Beckie          |       | 105+2' |      |
| CF               | 15 | Nichelle Prince        |       | 63'    |      |
| Cầu thủ dự bị:   |    |                        |       |        |      |
| FW               | 6  | Deanne Rose            |       | 63'    | 114' |
| MF               | 7  | Julia Grosso           |       | 63'    |      |
| FW               | 9  | Adriana Leon           |       | 105+2' |      |
| DF               | 8  | Jayde Riviere          | 117'  | 109'   |      |
| FW               | 19 | Jordyn Huitema         |       |        | 114' |
| Huấn luyện viên: |    |                        |       |        |      |
| Bev Priestman    |    |                        |       |        |      |

| GK               | 1  | Bárbara     |      |      |
| RB               | 13 | Bruna       |      |      |
| CB               | 3  | Érika       |      |      |
| CB               | 4  | Rafaelle    |      |      |
| LB               | 6  | Tamires     |      |      |
| RM               | 7  | Duda        | 59'  | 102' |
| CM               | 8  | Formiga     |      | 73'  |
| CM               | 17 | Andressinha |      |      |
| LM               | 10 | Marta (c)   |      |      |
| CF               | 16 | Beatriz     |      | 59'  |
| CF               | 9  | Debinha     |      |      |
| Cầu thủ dự bị:   |    |             |      |      |
| FW               | 12 | Ludmila     | 101' | 59'  |
| MF               | 11 | Angelina    |      | 73'  |
| FW               | 21 | Andressa    |      | 102' |
| Huấn luyện viên: |    |             |      |      |
| Pia Sundhage     |    |             |      |      |

| Trợ lý trọng tài: Manuela Nicolosi (Pháp) Michelle O'Neill (Cộng hòa Ireland) Trọng tài thứ tư: Esther Staubli (Thụy Sĩ) Trợ lý trọng tài video: Bibiana Steinhaus (Đức) Trợ lý trọng tài video bổ sung: Abdulkadir Bitigen (Thổ Nhĩ Kỳ) |

### Anh Quốc v Úc
| Anh Quốc               | 3–4 (s.h.p.)                     | Úc                                           |
| ---------------------- | -------------------------------- | -------------------------------------------- |
| - White 57', 66', 115' | Chi tiết (TOCOG) Chi tiết (FIFA) | - Kennedy 35' - Kerr 89', 106' - Fowler 103' |

| Anh Quốc | Úc |

| GK               | 1  | Ellie Roebuck      |        |      |
| RB               | 2  | Lucy Bronze        | 44'    | 112' |
| CB               | 5  | Steph Houghton (c) |        |      |
| CB               | 16 | Leah Williamson    |        |      |
| LB               | 3  | Demi Stokes        |        | 58'  |
| CM               | 4  | Keira Walsh        |        | 97'  |
| CM               | 11 | Caroline Weir      |        |      |
| RW               | 12 | Rachel Daly        |        | 58'  |
| AM               | 8  | Kim Little         |        | 80'  |
| LW               | 15 | Lauren Hemp        |        | 96'  |
| CF               | 9  | Ellen White        |        |      |
| Cầu thủ dự bị:   |    |                    |        |      |
| DF               | 14 | Millie Bright      |        | 58'  |
| FW               | 10 | Fran Kirby         |        | 58'  |
| MF               | 18 | Jill Scott         |        | 80'  |
| FW               | 7  | Nikita Parris      |        | 96'  |
| MF               | 6  | Sophie Ingle       |        | 97'  |
| MF               | 17 | Georgia Stanway    | 120+1' | 112' |
| Huấn luyện viên: |    |                    |        |      |
| Hege Riise       |    |                    |        |      |

| GK               | 18 | Teagan Micah       |     |     |      |
| CB               | 12 | Ellie Carpenter    |     |     |      |
| CB               | 14 | Alanna Kennedy     |     |     |      |
| CB               | 5  | Aivi Luik          |     | 80' |      |
| RM               | 16 | Hayley Raso        |     | 88' |      |
| CM               | 10 | Emily van Egmond   |     |     |      |
| CM               | 13 | Tameka Yallop      |     |     |      |
| LM               | 7  | Steph Catley       |     |     |      |
| RF               | 17 | Kyah Simon         | 71' | 80' |      |
| CF               | 2  | Sam Kerr (c)       | 26' |     |      |
| LF               | 9  | Caitlin Foord      |     | 80' |      |
| Cầu thủ dự bị:   |    |                    |     |     |      |
| MF               | 3  | Kyra Cooney-Cross  |     | 80' | 108' |
| FW               | 11 | Mary Fowler        |     | 80' |      |
| FW               | 15 | Emily Gielnik      |     | 80' |      |
| MF               | 6  | Chloe Logarzo      |     | 88' |      |
| DF               | 4  | Clare Polkinghorne |     |     | 108' |
| Huấn luyện viên: |    |                    |     |     |      |
| Tony Gustavsson  |    |                    |     |     |      |

| Trợ lý trọng tài: Bernadettar Kwimbira (Malawi) Mary Njorge (Kenya) Trọng tài thứ tư: Edina Alves Batista (Brasil) Trợ lý trọng tài video: Benoît Millot (Pháp) Trợ lý trọng tài video bổ sung: Fu Ming (Trung Quốc) |

### Thụy Điển v Nhật Bản
| Thụy Điển                                              | 3–1                              | Nhật Bản     |
| ------------------------------------------------------ | -------------------------------- | ------------ |
| - Eriksson 7' - Blackstenius 53' - Asllani 68' (ph.đ.) | Chi tiết (TOCOG) Chi tiết (FIFA) | - Tanaka 23' |

| Thụy Điển | Nhật Bản |

| GK                | 1  | Hedvig Lindahl     |     |     |
| RB                | 4  | Hanna Glas         |     |     |
| CB                | 13 | Amanda Ilestedt    | 29' |     |
| CB                | 14 | Nathalie Björn     |     |     |
| LB                | 6  | Magdalena Eriksson |     |     |
| CM                | 16 | Filippa Angeldal   |     | 62' |
| CM                | 17 | Caroline Seger (c) |     |     |
| RW                | 10 | Sofia Jakobsson    |     | 90' |
| AM                | 9  | Kosovare Asllani   |     | 90' |
| LW                | 18 | Fridolina Rolfö    |     | 75' |
| CF                | 11 | Stina Blackstenius |     | 75' |
| Cầu thủ dự bị:    |    |                    |     |     |
| MF                | 5  | Hanna Bennison     |     | 62' |
| FW                | 15 | Olivia Schough     |     | 75' |
| MF                | 8  | Lina Hurtig        |     | 75' |
| DF                | 2  | Jonna Andersson    |     | 90' |
| FW                | 7  | Madelen Janogy     |     | 90' |
| Huấn luyện viên:  |    |                    |     |     |
| Peter Gerhardsson |    |                    |     |     |

| GK               | 18 | Yamashita Ayaka  |     |     |
| RB               | 2  | Shimizu Risa     |     |     |
| CB               | 4  | Kumagai Saki (c) |     |     |
| CB               | 5  | Minami Moeka     |     |     |
| LB               | 16 | Miyagawa Asato   |     |     |
| RM               | 14 | Hasegawa Yui     |     | 82' |
| CM               | 7  | Nakajima Emi     |     | 86' |
| CM               | 8  | Miura Narumi     |     | 72' |
| LM               | 6  | Sugita Hina      |     |     |
| CF               | 10 | Iwabuchi Mana    | 38' |     |
| CF               | 11 | Tanaka Mina      |     |     |
| Cầu thủ dự bị:   |    |                  |     |     |
| MF               | 12 | Endo Jun         |     | 72' |
| DF               | 17 | Kitamura Nanami  |     | 82' |
| MF               | 20 | Hayashi Honoka   |     | 86' |
| Huấn luyện viên: |    |                  |     |     |
| Takakura Asako   |    |                  |     |     |

| Trợ lý trọng tài: Mayte Chávez (México) Enedina Caudillo (México) Trọng tài thứ tư: Melissa Borjas (Honduras) Trợ lý trọng tài video: Mauro Vigliano (Argentina) Trợ lý trọng tài video bổ sung: Andrés Cunha (Uruguay) |

### Hà Lan v Hoa Kỳ
| Hà Lan                                       | 2–2 (s.h.p.)                     | Hoa Kỳ                               |
| -------------------------------------------- | -------------------------------- | ------------------------------------ |
| - Miedema 18', 54'                           | Chi tiết (TOCOG) Chi tiết (FIFA) | - S. Mewis 28' - Williams 31'        |
| Loạt sút luân lưu                            |                                  |                                      |
| - Miedema - Janssen - Van der Gragt - Nouwen | 2–4                              | - Lavelle - Morgan - Press - Rapinoe |

| Hà Lan | Hoa Kỳ |

| GK               | 1  | Sari van Veenendaal (c) |       |     |
| RB               | 2  | Lynn Wilms              |       |     |
| CB               | 3  | Stefanie van der Gragt  |       |     |
| CB               | 4  | Aniek Nouwen            |       |     |
| LB               | 17 | Dominique Janssen       |       |     |
| CM               | 6  | Jill Roord              |       | 97' |
| CM               | 14 | Jackie Groenen          |       |     |
| CM               | 10 | Daniëlle van de Donk    | 90+4' |     |
| RF               | 7  | Shanice van de Sanden   |       | 63' |
| CF               | 9  | Vivianne Miedema        |       |     |
| LF               | 11 | Lieke Martens           |       |     |
| Cầu thủ dự bị:   |    |                         |       |     |
| FW               | 18 | Lineth Beerensteyn      |       | 63' |
| MF               | 13 | Victoria Pelova         |       | 97' |
| Huấn luyện viên: |    |                         |       |     |
| Sarina Wiegman   |    |                         |       |     |

| GK                | 1  | Alyssa Naeher        |      |     |
| RB                | 5  | Kelley O'Hara        | 115' |     |
| CB                | 17 | Abby Dahlkemper      |      |     |
| CB                | 4  | Becky Sauerbrunn (c) |      |     |
| LB                | 2  | Crystal Dunn         |      |     |
| CM                | 9  | Lindsey Horan        | 77'  |     |
| CM                | 8  | Julie Ertz           |      |     |
| CM                | 3  | Sam Mewis            |      | 58' |
| RF                | 21 | Lynn Williams        |      | 57' |
| CF                | 10 | Carli Lloyd          |      | 58' |
| LF                | 7  | Tobin Heath          |      | 64' |
| Cầu thủ dự bị:    |    |                      |      |     |
| MF                | 16 | Rose Lavelle         |      | 57' |
| FW                | 11 | Christen Press       |      | 58' |
| FW                | 13 | Alex Morgan          |      | 58' |
| FW                | 15 | Megan Rapinoe        |      | 64' |
| Huấn luyện viên:  |    |                      |      |     |
| Vlatko Andonovski |    |                      |      |     |

| Trợ lý trọng tài: Kim Kyong-min (Hàn Quốc) Lee Seul-gi (Hàn Quốc) Trọng tài thứ tư: Yamashita Yoshimi (Nhật Bản) Trợ lý trọng tài video: Abdulla Al-Marri (Qatar) Trợ lý trọng tài video bổ sung: Muhammad Taqi (Singapore) |

## Bán kết

### Hoa Kỳ v Canada
| Hoa Kỳ | 0–1                              | Canada                |
| ------ | -------------------------------- | --------------------- |
|        | Chi tiết (TOCOG) Chi tiết (FIFA) | - Fleming 75' (ph.đ.) |

| Hoa Kỳ | Canada |

| GK                | 1  | Alyssa Naeher        |     | 30' |
| RB                | 5  | Kelley O'Hara        | 32' | 80' |
| CB                | 4  | Becky Sauerbrunn (c) |     |     |
| CB                | 12 | Tierna Davidson      |     |     |
| LB                | 2  | Crystal Dunn         |     |     |
| DM                | 8  | Julie Ertz           |     |     |
| CM                | 16 | Rose Lavelle         |     |     |
| CM                | 9  | Lindsey Horan        |     |     |
| RF                | 21 | Lynn Williams        |     | 60' |
| CF                | 13 | Alex Morgan          |     | 61' |
| LF                | 7  | Tobin Heath          |     | 60' |
| Cầu thủ dự bị:    |    |                      |     |     |
| GK                | 18 | Adrianna Franch      |     | 30' |
| FW                | 11 | Christen Press       |     | 60' |
| FW                | 15 | Megan Rapinoe        |     | 60' |
| FW                | 10 | Carli Lloyd          |     | 61' |
| MF                | 3  | Sam Mewis            |     | 80' |
| Huấn luyện viên:  |    |                      |     |     |
| Vlatko Andonovski |    |                      |     |     |

| GK               | 1  | Stephanie Labbé        |  |     |     |
| RB               | 10 | Ashley Lawrence        |  |     |     |
| CB               | 14 | Vanessa Gilles         |  |     |     |
| CB               | 3  | Kadeisha Buchanan      |  |     |     |
| LB               | 2  | Allysha Chapman        |  |     |     |
| DM               | 11 | Desiree Scott          |  |     |     |
| CM               | 17 | Jessie Fleming         |  |     |     |
| CM               | 5  | Quinn                  |  | 60' |     |
| AM               | 12 | Christine Sinclair (c) |  | 87' |     |
| CF               | 16 | Janine Beckie          |  |     |     |
| CF               | 15 | Nichelle Prince        |  | 60' |     |
| Cầu thủ dự bị:   |    |                        |  |     |     |
| MF               | 7  | Julia Grosso           |  | 60' |     |
| FW               | 6  | Deanne Rose            |  | 60' | 90' |
| FW               | 19 | Jordyn Huitema         |  | 87' |     |
| FW               | 9  | Adriana Leon           |  |     | 90' |
| Huấn luyện viên: |    |                        |  |     |     |
| Bev Priestman    |    |                        |  |     |     |

| Trợ lý trọng tài: Lucie Ratajova (Cộng hòa Séc) Maryna Striletska (Ukraina) Trọng tài thứ tư: Stéphanie Frappart (Pháp) Trợ lý trọng tài dự bị: Manuela Nicolosi (Pháp) Trợ lý trọng tài video: Paweł Raczkowski (Ba Lan) Trợ lý trọng tài video bổ sung: Fu Ming (Trung Quốc) |

### Úc v Thụy Điển
| Úc | 0–1                              | Thụy Điển   |
| -- | -------------------------------- | ----------- |
|    | Chi tiết (TOCOG) Chi tiết (FIFA) | - Rolfö 46' |

| Úc | Thụy Điển |

| GK               | 18 | Teagan Micah       |       |       |
| CB               | 12 | Ellie Carpenter    | 90+6' |       |
| CB               | 14 | Alanna Kennedy     |       |       |
| CB               | 7  | Steph Catley       |       |       |
| RM               | 16 | Hayley Raso        |       | 84'   |
| CM               | 10 | Emily van Egmond   |       |       |
| CM               | 6  | Chloe Logarzo      |       | 69'   |
| LM               | 13 | Tameka Yallop      |       | 69'   |
| RF               | 17 | Kyah Simon         |       | 69'   |
| CF               | 2  | Sam Kerr (c)       |       |       |
| LF               | 9  | Caitlin Foord      |       | 90+1' |
| Cầu thủ dự bị:   |    |                    |       |       |
| DF               | 4  | Clare Polkinghorne |       | 69'   |
| FW               | 11 | Mary Fowler        |       | 69'   |
| MF               | 3  | Kyra Cooney-Cross  |       | 69'   |
| FW               | 15 | Emily Gielnik      |       | 84'   |
| DF               | 21 | Laura Brock        |       | 90+1' |
| Huấn luyện viên: |    |                    |       |       |
| Tony Gustavsson  |    |                    |       |       |

| GK                | 1  | Hedvig Lindahl     |  |       |
| RB                | 4  | Hanna Glas         |  |       |
| CB                | 13 | Amanda Ilestedt    |  |       |
| CB                | 14 | Nathalie Björn     |  |       |
| LB                | 6  | Magdalena Eriksson |  |       |
| CM                | 16 | Filippa Angeldal   |  | 73'   |
| CM                | 17 | Caroline Seger (c) |  |       |
| RW                | 10 | Sofia Jakobsson    |  | 90+1' |
| AM                | 9  | Kosovare Asllani   |  |       |
| LW                | 18 | Fridolina Rolfö    |  |       |
| CF                | 11 | Stina Blackstenius |  | 90+4' |
| Cầu thủ dự bị:    |    |                    |  |       |
| MF                | 5  | Hanna Bennison     |  | 73'   |
| DF                | 2  | Jonna Andersson    |  | 90+1' |
| MF                | 8  | Lina Hurtig        |  | 90+4' |
| Huấn luyện viên:  |    |                    |  |       |
| Peter Gerhardsson |    |                    |  |       |

| Trợ lý trọng tài: Shirley Perello (Honduras) Enedina Caudillo (México) Trọng tài thứ tư: Salima Mukansanga (Rwanda) Trợ lý trọng tài dự bị: Mariana De Almeida (Argentina) Trợ lý trọng tài video: Nicolás Gallo (Colombia) Trợ lý trọng tài video bổ sung: Erick Miranda (México) |

## Tranh huy chương đồng
| Úc                                   | 3–4                              | Hoa Kỳ                               |
| ------------------------------------ | -------------------------------- | ------------------------------------ |
| - Kerr 17' - Foord 54' - Gielnik 90' | Chi tiết (TOCOG) Chi tiết (FIFA) | - Rapinoe 8', 21' - Lloyd 45+1', 51' |

| Úc | Hoa Kỳ |

| GK               | 18 | Teagan Micah       |  |     |
| CB               | 14 | Alanna Kennedy     |  |     |
| CB               | 4  | Clare Polkinghorne |  | 74' |
| CB               | 7  | Steph Catley       |  |     |
| RM               | 16 | Hayley Raso        |  | 67' |
| CM               | 10 | Emily van Egmond   |  |     |
| CM               | 6  | Chloe Logarzo      |  | 67' |
| LM               | 13 | Tameka Yallop      |  | 87' |
| RF               | 17 | Kyah Simon         |  | 67' |
| CF               | 2  | Sam Kerr (c)       |  |     |
| LF               | 9  | Caitlin Foord      |  |     |
| Cầu thủ dự bị:   |    |                    |  |     |
| FW               | 11 | Mary Fowler        |  | 67' |
| MF               | 3  | Kyra Cooney-Cross  |  | 67' |
| DF               | 19 | Courtney Nevin     |  | 67' |
| FW               | 15 | Emily Gielnik      |  | 74' |
| DF               | 21 | Laura Brock        |  | 87' |
| Huấn luyện viên: |    |                    |  |     |
| Tony Gustavsson  |    |                    |  |     |

| GK                | 18 | Adrianna Franch      |  |     |
| RB                | 5  | Kelley O'Hara        |  |     |
| CB                | 4  | Becky Sauerbrunn (c) |  |     |
| CB                | 12 | Tierna Davidson      |  |     |
| LB                | 2  | Crystal Dunn         |  |     |
| DM                | 8  | Julie Ertz           |  |     |
| CM                | 3  | Sam Mewis            |  | 61' |
| CM                | 9  | Lindsey Horan        |  |     |
| RF                | 11 | Christen Press       |  | 85' |
| CF                | 10 | Carli Lloyd          |  | 81' |
| LF                | 15 | Megan Rapinoe        |  | 60' |
| Cầu thủ dự bị:    |    |                      |  |     |
| FW                | 7  | Tobin Heath          |  | 60' |
| MF                | 16 | Rose Lavelle         |  | 61' |
| FW                | 13 | Alex Morgan          |  | 81' |
| DF                | 14 | Emily Sonnett        |  | 85' |
| Huấn luyện viên:  |    |                      |  |     |
| Vlatko Andonovski |    |                      |  |     |

| Trợ lý trọng tài: Mariana De Almeida (Argentina) Mary Blanco (Colombia) Trọng tài thứ tư: Stéphanie Frappart (Pháp) Trợ lý trọng tài dự bị: Bernadettar Kwimbira (Malawi) Trợ lý trọng tài video: Mauro Vigliano (Argentina) Trợ lý trọng tài video bổ sung: Andrés Cunha (Uruguay) |

## Tranh huy chương vàng
Trận tranh huy chương vàng ban đầu dự kiến được tổ chức vào lúc 11:00, ngày 6 tháng 8 năm 2021, tại sân vận động Quốc gia, Tokyo. Cả hai đội tuyển đều yêu cầu thời gian khởi động muộn hơn do lo ngại về nhiệt độ quá cao; vì sân vận động Quốc gia đã được đặt trước cho các nội dung thi đấu điền kinh vào buổi tối, trận đấu đã được chuyển đến lúc 21:00 cùng ngày tại sân vận động Quốc tế Yokohama ở Yokohama.
| Thụy Điển                                                  | 1–1 (s.h.p.)                     | Canada                                               |
| ---------------------------------------------------------- | -------------------------------- | ---------------------------------------------------- |
| Blackstenius 34'                                           | Chi tiết (TOCOG) Chi tiết (FIFA) | Fleming 67' (ph.đ.)                                  |
| Loạt sút luân lưu                                          |                                  |                                                      |
| - Asllani - Björn - Schough - Anvegård - Seger - Andersson | 2–3                              | - Fleming - Lawrence - Gilles - Leon - Rose - Grosso |

| Thụy Điển | Canada |

| GK                | 1  | Hedvig Lindahl     |      |      |
| RB                | 4  | Hanna Glas         |      |      |
| CB                | 13 | Amanda Ilestedt    |      | 120' |
| CB                | 14 | Nathalie Björn     |      |      |
| LB                | 6  | Magdalena Eriksson |      | 75'  |
| CM                | 16 | Filippa Angeldal   |      | 75'  |
| CM                | 17 | Caroline Seger (c) |      |      |
| RW                | 10 | Sofia Jakobsson    |      | 75'  |
| AM                | 9  | Kosovare Asllani   | 104' |      |
| LW                | 18 | Fridolina Rolfö    |      | 106' |
| CF                | 11 | Stina Blackstenius |      | 106' |
| Cầu thủ dự bị:    |    |                    |      |      |
| DF                | 2  | Jonna Andersson    |      | 75'  |
| MF                | 5  | Hanna Bennison     |      | 75'  |
| MF                | 8  | Lina Hurtig        |      | 75'  |
| FW                | 19 | Anna Anvegård      |      | 106' |
| FW                | 15 | Olivia Schough     |      | 106' |
| DF                | 3  | Emma Kullberg      |      | 120' |
| Huấn luyện viên:  |    |                    |      |      |
| Peter Gerhardsson |    |                    |      |      |

| GK               | 1  | Stephanie Labbé        |     |        |
| RB               | 10 | Ashley Lawrence        |     |        |
| CB               | 14 | Vanessa Gilles         |     |        |
| CB               | 3  | Kadeisha Buchanan      |     |        |
| LB               | 2  | Allysha Chapman        |     | 93'    |
| DM               | 11 | Desiree Scott          |     | 120+2' |
| CM               | 17 | Jessie Fleming         |     |        |
| CM               | 5  | Quinn                  |     | 46'    |
| AM               | 12 | Christine Sinclair (c) |     | 86'    |
| CF               | 16 | Janine Beckie          | 27' | 46'    |
| CF               | 15 | Nichelle Prince        |     | 63'    |
| Cầu thủ dự bị:   |    |                        |     |        |
| MF               | 7  | Julia Grosso           |     | 46'    |
| FW               | 9  | Adriana Leon           |     | 46'    |
| FW               | 6  | Deanne Rose            |     | 63'    |
| FW               | 19 | Jordyn Huitema         |     | 86'    |
| DF               | 8  | Jayde Riviere          |     | 93'    |
| DF               | 4  | Shelina Zadorsky       |     | 120+2' |
| Huấn luyện viên: |    |                        |     |        |
| Bev Priestman    |    |                        |     |        |

| Trợ lý trọng tài: Ekaterina Kurochkina (Nga) Sanja Rodak (Croatia) Trọng tài thứ tư: Salima Mukansanga (Rwanda) Trợ lý trọng tài dự bị: Kim Kyong-min (Hàn Quốc) Trợ lý trọng tài video: Bibiana Steinhaus (Đức) Trợ lý trọng tài video bổ sung: Marco Guida (Ý) |